# Inundaciones en Argentina de 2015

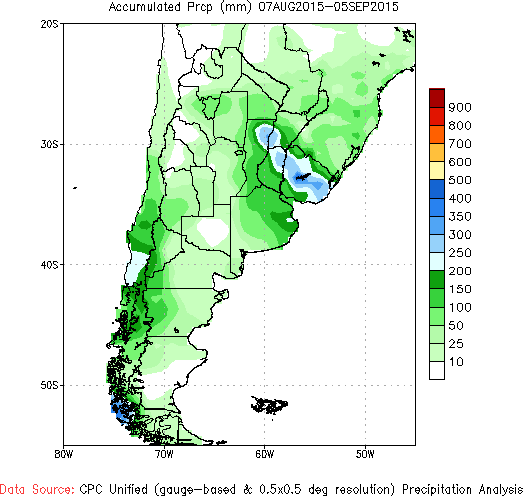
Mapa de la Administración Nacional Oceánica y Atmosférica con la precipitación acumulada en Argentina entre el 7 de agosto y el 5 de septiembre.

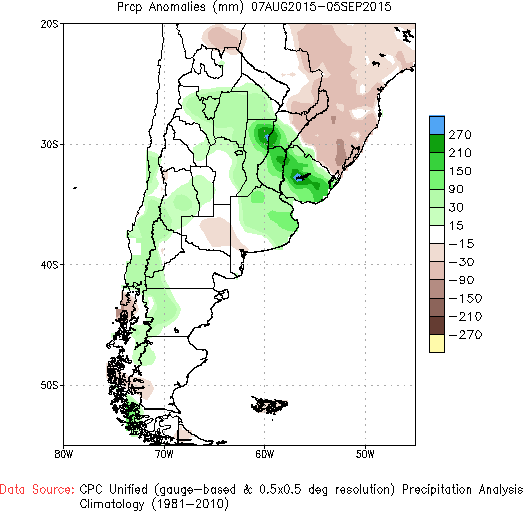
Precipitaciones "anormales" entre los días 7 de agosto y el 5 de septiembre.

Las inundaciones del mes de agosto de 2015 en la Argentina se refieren a las consecuencias de una concentración inusual de precipitaciones ocurridas durante las primeras semanas de ese mes, que afectaron zonas urbanas y rurales del este y norte de la provincia de Buenos Aires y el sur de la provincia de Santa Fe. Mientras algunas ciudades, como Luján o San Antonio de Areco se vieron afectadas por la creciente de los ríos, el centro y este de la provincia de Buenos Aires sufrió anegamientos en zonas rurales, que en ciertos partidos afectó al 70% de la superficie de los mismos....

## Lluvias excepcionales
Durante las primeras semanas del mes de agosto de 2015 se produjeron precipitaciones inusuales para esa época del año en una amplia región de la provincia de Buenos Aires y del sur de la provincia de Santa Fe. Hasta el día 9 de agosto, en Dolores llovieron 234 mm, en San Miguel del Monte 209 mm, en Las Flores 207, en Junín 181 mm y en Rosario 110 mm. Teniendo en cuenta que las precipitaciones promedio para esas localidades para todo el mes de agosto oscilan entre los 33 y los 69 mm, la anomalía en las precipitaciones superó, en todos los casos, un 200%, aún en comparación con la totalidad del mes de agosto.
A fines de la primera semana de agosto, las zonas rurales en que se había concentrado la lluvia sufrían un alto grado de anegamiento rural, para posteriormente escurrir en dirección a las cuencas hídricas naturales o artificiales. El 15 de agosto, se estimaba que la superficie rural anegada en la provincia de Buenos Aires era de alrededor de 1 170 450 has, presentando agua en superficie 787 925 has.

## En el norte de la provincia de Buenos Aires
Dado que la topografía de la zona norte de la provincia de Buenos Aires y el sur de Santa Fe corresponde a la llamada "pampa ondulada", que presenta rápido y eficiente drenaje hacia los ríos principales, la zona rural correspondiente se vio rápidamente liberada de los excesos hídricos, que fluyeron hacia el río Paraná y corrientes de agua interiores, tales como el arroyo Pavón, el Arroyo del Medio o los ríos Salto, Arrecifes, Areco y Luján. Estas corrientes de agua se vieron rápidamente colmadas, afectando a las ciudades ubicadas sobre ellos, tales como las ciudades de Salto, Navarro, San Antonio de Areco, Mercedes y Luján, cuyos cascos urbanos sufrieron el ingreso masivo de agua.
Hubo miles de evacuados en estas y otras localidades, que debieron ser socorridos por las entidades de Defensa Civil y por los gobiernos municipales y provinciales. En la mayoría de los casos, el período de evacuación no alcanzó a la semana.
En el caso específico del río Luján, cuyas aguas llegaron a cubrir la totalidad de la plaza central de la ciudad, frente a la histórica Basílica, diversos especialistas han señalado que una parte principal de la responsabilidad recae sobre los barrios privados que se han formado desde finales del siglo XX sobre los humedales que forman la planicie de inundación que debería permitir al río desplazar más agua de la que circule por su cauce normal.
También se registraron inundaciones en algunas zonas del Gran Buenos Aires, especialmente en los partidos de La Matanza, Berisso y Berazategui, donde debieron ser evacuados docenas de vecinos. En el sur de la provincia de Santa Fe también debieron evacuar vecinos y hubo rutas cortadas durante varios días; los mayores daños se registraron en Villa Constitución, pero extendiéndose a otras localidades del sudeste de esa provincia.

## Cuenca del Salado
Cuando la situación de crisis en el norte de la provincia de Buenos Aires comenzaba a normalizarse, la escorrentía de las aguas a lo largo de la cuenca del río Salado comenzó a alarmar a la población. La ciudad de Dolores, gravemente afectada por las precipitaciones caídas en su zona de influencia, se vio amenazada por los desbordes de los canales de drenaje que desaguan las zonas rurales de la llamada "pampa deprimida" hacia la Bahía de Samborombón. La situación llegó a ser crítica a mediados del mes de agosto, viéndose obligadas las autoridades a recurrir a medidas extraordinarias de prevención para evitar que el agua ingresara a la ciudad. Entre estas medidas se tomó la de romper las defensas de varios de los canales de drenaje, que afectaron a enormes zonas rurales del partido de Dolores y partidos vecinos; en particular, el partido de Pila sufrió la inundación de decenas de miles de hectáreas y el corte generalizado de sus caminos rurales, lo que llevó a enfrentamientos verbales entre las autoridades comunales de ambos partidos.
Mientras tanto, en la segunda mitad del mismo mes hizo crisis la situación del río Salado, que debía desaguar precipitaciones excepcionales ocurridas a lo largo de toda su cuenca. La ciudad de General Belgrano se vio seriamente amenazada por el posible desborde del río. La canalización del curso inferior del río Salado —aguas abajo del partido de Las Flores hasta la Bahía de Samborombón— resultó claramente insuficiente; combinada con diversas obras que en las últimas dos décadas han mejorado la escorrentía hacia el curso del río, la capacidad de drenaje de los cien kilómetros finales del mismo fue muy inferior a la necesaria. En la última semana del mes de agosto, el río creció más de cuatro metros, inundando centenares de miles de hectáreas de los partidos de Roque Pérez, Las Flores, General Paz, General Belgrano, Chascomús, Pila, Lezama y partido de Castelli. Si bien las ciudades y pueblos cabeceras de partido de la zona no llegaron a verse afectadas, algunos pueblos quedaron aislados por tierra y debieron ser parcialmente evacuados, en particular los pueblos de Carlos Beguerie, en Roque Pérez, y Villanueva, en General Paz, la mayoría de cuyos habitantes fue trasladada fuera del mismo, muchos en vehículos anfibios.
Al iniciarse el mes de septiembre, el río Salado había alcanzado un nivel récord de cota de inundación, que no se había presentado desde el año 1985, antes del dragado de su cauce.

## Perspectivas futuras
El pico de crecientes sobre el río Salado ha llegado hasta su desembocadura, y —gracias a que casi no ha habido precipitaciones durante las tres últimas semanas de agosto— se espera que el mismo comience lentamente su bajante. No obstante, dado que la cuenca superior del mismo río aún contiene grandes extensiones anegadas que esperan la bajante del río para drenar en dirección al mismo, se espera que el caudal del río disminuya muy lentamente, afectando grandes extensiones, como mínimo, hasta fines del mes de octubre. Adicionalmente, los pronósticos del Servicio Meteorológico Nacional prevén mayores precipitaciones que las usuales para la primavera de 2015, como consecuencia de la presencia del fenómeno del Niño.
A fines del mes de agosto, el Instituto Nacional de Tecnología Agropecuaria (INTA) estimaba que habían sido afectadas entre 2 588 000 y 3 236 000 hectáreas en la provincia de Buenos Aires, aunque este número estaba ya disminuyendo en un 30 a 40%, debido a la infiltración, escurrimiento y evapotranspiración.
Varias rutas provinciales permanecieron cortadas durante semanas, entre ellas diversos tramos de la ruta 29, la ruta 41, la ruta 57 y la ruta 50.

## Derivaciones fiscales y políticas
Tanto el gobierno de la provincia de Buenos Aires como el gobierno nacional han respondido a las necesidades económicas de los productores agropecuarios afectados declarando la "emergencia hídrica", sobre la base de la cual los predios afectados pueden postergar los pagos de sus obligaciones impositivas, y en los casos más graves éstas les son automáticamente condonadas. En otros casos, algunos productores y municipios reciben subsidios para recomponer su sistema productivo, su red de drenaje y de caminos.
Durante las inundaciones, ocurridas en plena campaña presidencial, se han vertido diversas críticas a la acción del gobernador de la provincia de Buenos Aires, Daniel Scioli, por el presunto retraso en el avance de las obras de desagüe en distintas zonas de la provincia. En especial, por la interrupción del dragado del río Salado, que responde al proyecto de "Plan Maestro del Río Salado" elaborado durante la gestión del gobernador Antonio Cafiero (1987-1991).